# Gösta Klemming (industriman)
Gustaf Leonard (Gösta) Klemming, född 17 november 1880 i Stockholm, död 4 maj 1966, var en svensk industriman. Han var son till ämbetsmannen Victor Klemming.

## Biografi
Klemming utexaminerades från Tekniska högskolan 1901, och var efter utländska studier anställd hos Nydquist & Holm, direktör för Gunnebo bruk 1911–1922, direktör för Köpings mekaniska verkstads AB från 1923 och direktör för Telefonaktiebolaget L. M. Ericsson 1925–1930. Klemming var även aktiv som kommunpolitiker.
Klemming gifte sig 23 juni 1906 med Amanda (Mandis) Ågren, född 15 juni 1878. De var föräldrar till bl.a. ingenjör Gösta Klemming.